# うすき竹宵
うすき竹宵（うすきたけよい）は、大分県臼杵市で11月の第一土曜日・日曜日に行われる祭。二王座などの町並みに竹ぼんぼりが灯され、般若姫行列などが行われる。

## 概要
うすき竹宵は、真名長者伝説（般若姫伝説）を、竹ぼんぼりを使った町並みのライトアップのイベントと結びつけて、近年始められた新しい催しである。般若姫伝説は様々に形を変えて伝承されているが、この催しは以下のような伝説に基づいている。
般若姫伝説
臼杵石仏を作ったといわれる真名長者の娘、般若姫は、その美貌が都に伝わり、朝廷から妃として所望されるが、長者は一人娘である般若姫を差し出すことを拒み、代わりにその姿を描いた玉絵箱を献上する。献上された玉絵箱を見た橘豊日皇子（後の用明天皇）は、身分を隠して臼杵に下り般若姫と結ばれるが、やがて都へ呼び戻される。皇子の子を身ごもっていた般若姫は、玉絵姫を産むと、皇子を追って都へ向かうが、船が嵐に遭い亡くなってしまう。一人娘の死を嘆き悲しんだ長者夫婦は、朝廷に玉絵箱の里帰りを願い出て、遺娘の玉絵姫とともに、玉絵箱を迎える。
般若姫行列は、真名長者らが玉絵箱と般若姫の御霊を迎える様子を再現したもので、この祭の中心行事である。　